# Consolidated Edison
Consolidated Edison, Inc. ( NYSE : ED ) est l'une des plus grandes sociétés par actions du secteur de l'énergie aux États-Unis, avec un chiffre d'affaires annuel de 13 milliards et des actifs de 33,9 milliards de dollars. Sa principale filiale, Consolidated Edison Company of New York, Inc., fournit de l'électricité, du gaz et de la vapeur à plus de 3 millions de clients à New York et dans le Comté de Westchester, un territoire de 1 709 km2 qui compte près de 9 millions d'habitants.

## Historique
La première incarnation de Con Edison, la New York Gas Light Company, a été fondée par un groupe d'investisseurs de New York en 1823. L'année suivante, le titre de la New York Gas Light est échangé à la bourse de New York. Ainsi, Con Edison détient le record de l'entreprise la plus ancienne cotée au NYSE. En 1884, six sociétés de gaz, dont la New York Gas Light, fusionnent au sein de la Consolidated Gas Company of New York.
En 1882, La New York Steam Company commence à offrir un réseau de chaleur commercial à Manhattan. De nos jours, Con Edison exploite le plus important réseau de chaleur commercial au monde. Le réseau alimente plus de 1 800 clients commerciaux et résidentiels à Manhattan, de Battery Park jusqu'à la 96e rue.

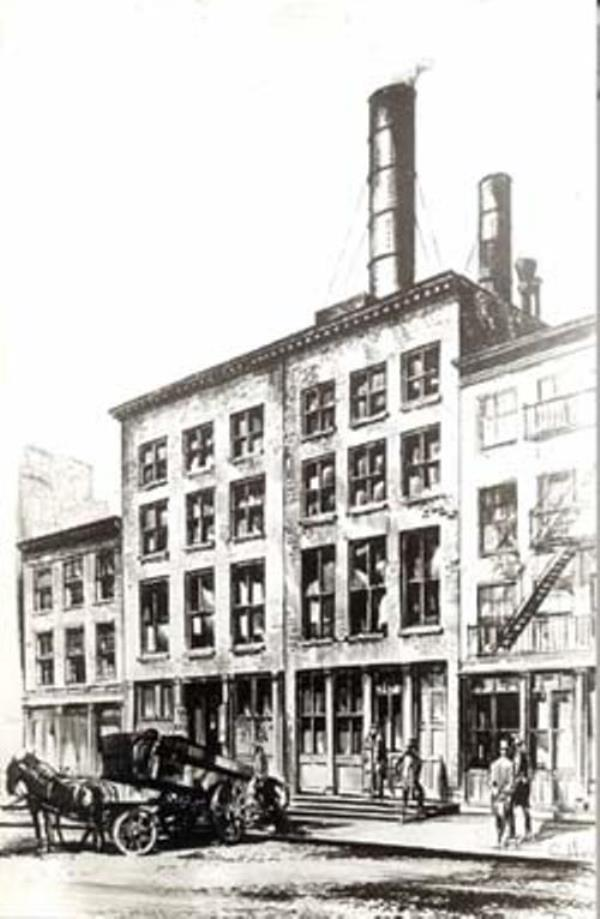
Croquis de la centrale de Pearl Street, en 1882.

Les activités de Con Edison dans le domaine de l'électricité ont également débuté en 1882, lorsque Thomas Edison, de l'Edison Electric Illuminating Company of New York, débute ses livraisons d'électricité à 59 clients, regroupés dans une zone de 2 km2 à Lower Manhattan. Au terme de la « guerre des courants », plus de 30 sociétés de production et de distribution d'électricité étaient en concurrence à New York et dans le comté de Westchester. Mais ce nombre diminue de façon considérable et, en 1920, la New York Edison Company – alors affiliée à Consolidated Gas – détenait la plus grande partie du marché new-yorkais de l'électricité.
En 1936, les ventes d'électricité dépassent de loin les ventes de gaz. Cette nouvelle tendance incite l'entreprise à changer de nom, pour adopter celui de Consolidated Edison Company of New York, Inc. Entre 1936 et 1960, l'entreprise effectue plus d'une douzaine de fusions et acquisitions. Au fil des ans, la Con Edison est le résultat de plus de 170 acquisitions, de dissolutions et de fusions de distributeurs d'électricité, de gaz et de vapeur.
Une société de portefeuille, Consolidated Edison Inc, a été formée le 1er janvier 1998, dans le cadre de la déréglementation de l'industrie des services publics dans l'État de New York. Con Edison est l'une des plus importantes sociétés ouvertes dans le secteur de l'énergie aux États-Unis, avec un chiffre d'affaires annuel de 13 milliards et des actifs de près de 34 milliards de dollars. En 2009, les ventes d'électricité représentaient 63,8 % du chiffre d'affaires consolidé de l'entreprise (63,4 % en 2008); les ventes de gaz, 14,9 % (15,4 %), les recettes non-réglementées, 16,2 % (16,0 %) et les ventes de vapeur, 5,1 % (5,2 %). L'entreprise figure aux classements du Forbes 500 et du Fortune 1000.

### Patrimoine
Un ancien bâtiment de Con Edison sur la 48e Rue à Manhattan a été transformé en studio pour le jeu télévisé Let's Make a Deal. Il sera plus tard converti en studio d'enregistrement nommé "The Power Station", en raison de son affiliation passée avec Con Edison. Le studio a été rebaptisé Avatar Studios en 1996.

## Activités

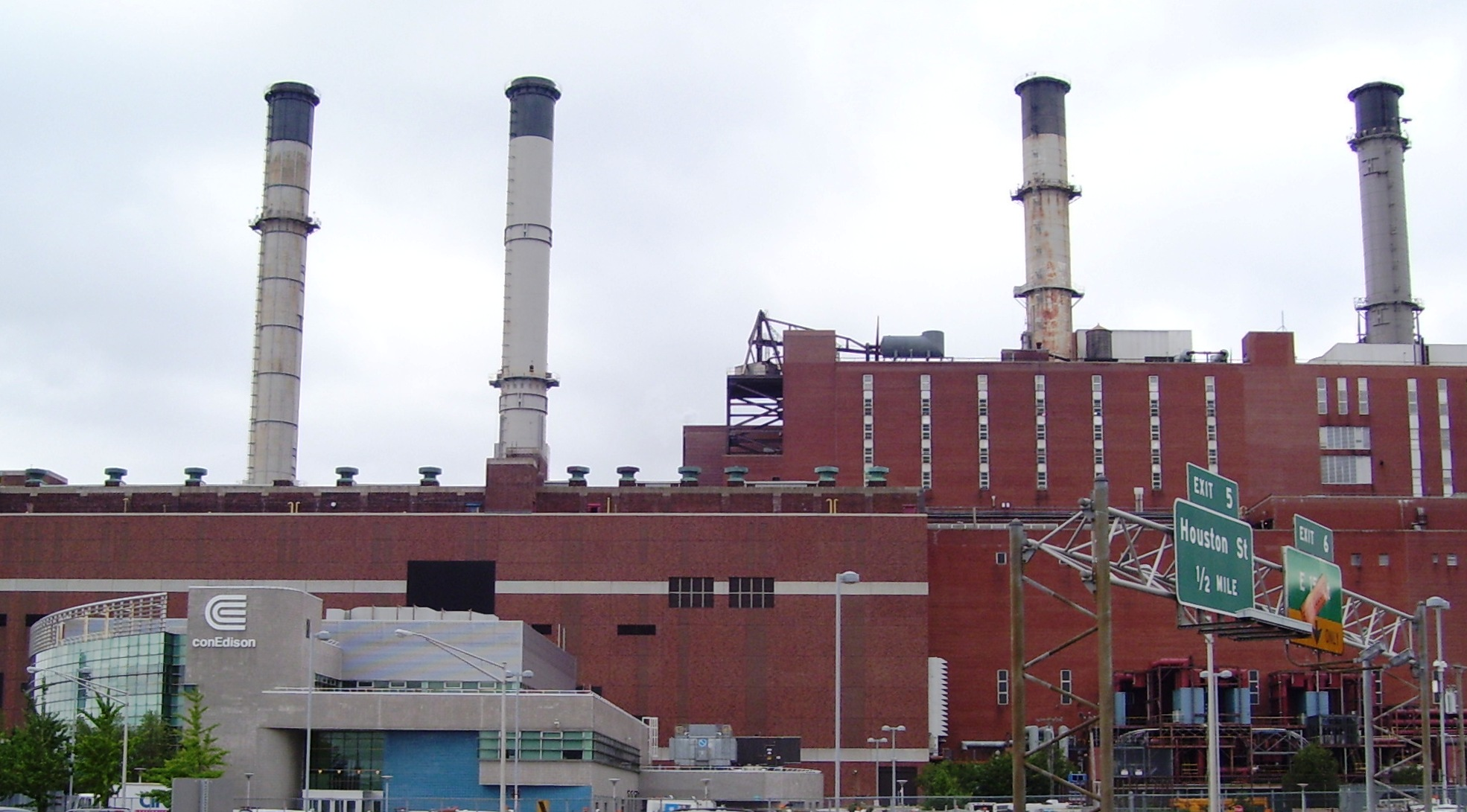
Centrale thermique de Con Edison sur l'East River, à la hauteur de la à Manhattan. La sortie de la du FDR Drive annoncée par le panneau (à droite) a été fermée de façon permanente pour des raisons de sécurité après les attentats du 11 septembre 2001.

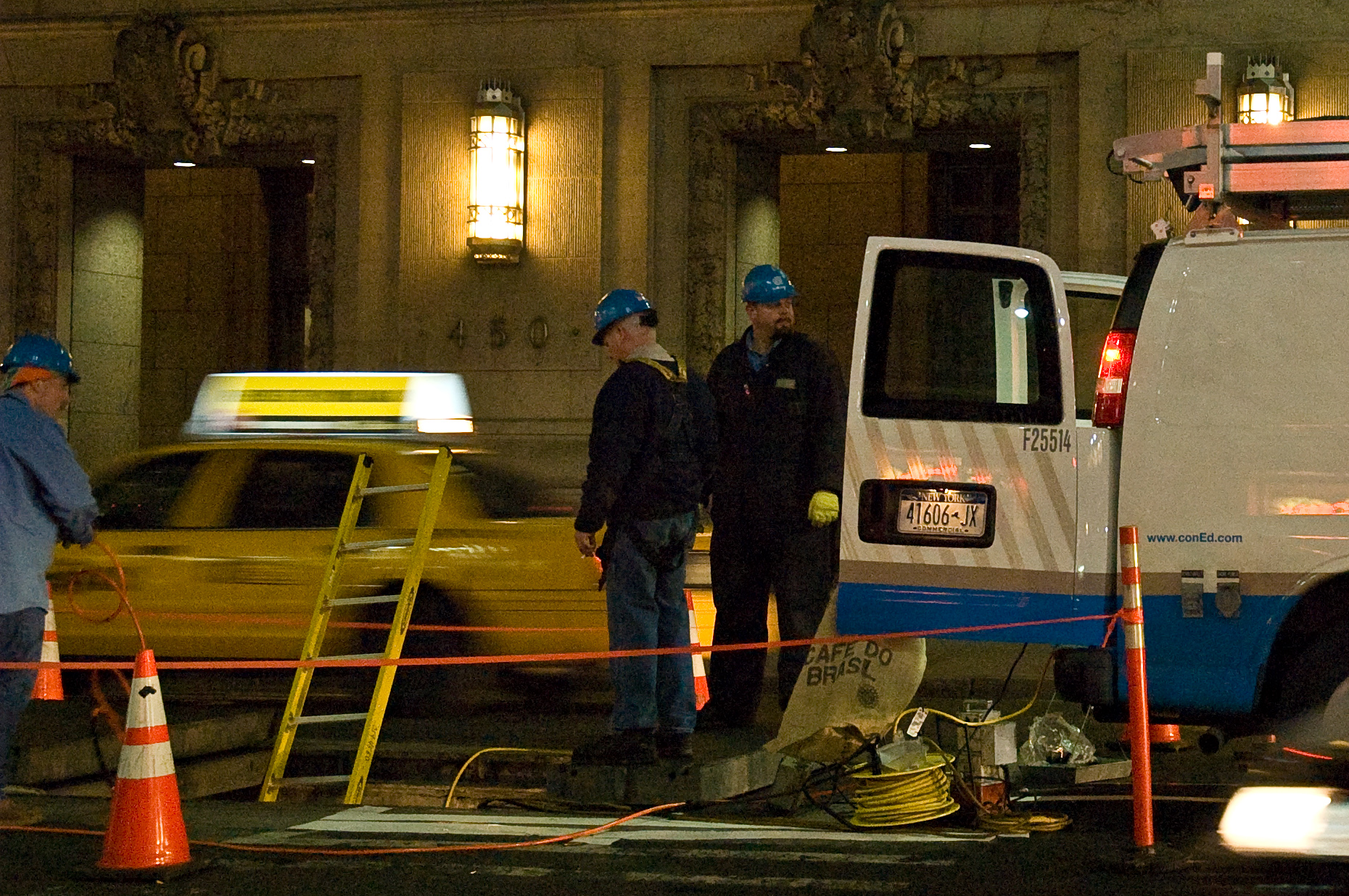
Les bris d'équipement forcent parfois les équipes de Consolidated Edison à travailler malgré la circulation intense de Manhattan.

L'entreprise offre une large gamme de produits et de services énergétiques à ses clients par le biais de deux filiales réglementées et trois entreprises non-réglementées: 
- Consolidated Edison Company of New York, Inc., un distributeur réglementé d'électricité, de gaz, de vapeur et de services énergétiques à New York et dans le comté de Westchester, New York;
- Orange and Rockland Utilities, Inc., un distributeur réglementé desservant les clients dans le sud-est de l'État de New York, ainsi que dans des régions avoisinantes du nord du New Jersey et de la Pennsylvanie;
- Con Edison Solutions, un détaillant d'énergie et de services;
- Con Edison Energy, un grossiste en énergie; et
- Con Edison Development, un exploitant de centrales électriques et un participant dans des projets d'infrastructure.

### Réseau électrique
Le réseau de transport de Con Edison est exploité à des tensions de 138 kV et 345 kV. Le réseau de Con Ed est relié par quatre lignes d'interconnexion à 345 kV : deux avec le reste de l'État de New York ; une avec le Public Service Electric and Gas au New Jersey et la dernière avec le Long Island Power Authority, qui dessert Long Island.
Le réseau de distribution de Con Ed est exploité à 33 000, 27 000 et 13 800 volts. Il comprend 150 000 km de câbles souterrains.

### Distribution de gaz
Con Edison distribue du gaz naturel à 1,1 million d'abonnés dans les arrondissements de Manhattan, du Bronx et de Queens (New York), et dans le comté de Westchester (en banlieue nord de New York). Son réseau de distribution comprend 12 000 km de canalisations, dont 7 000 km de conduites principales.
Le volume moyen de gaz distribué annuellement par le réseau de Con Edison est estimé à 6,371 milliards de mètres cubes). Il s'agit d'un volume qui pourrait remplir l'Empire State Building près de 6 100 fois.

### Vapeur
Cinq centrales thermiques de Con Edison, trois à Manhattan, une dans le Queens et une autre à Brooklyn, produisent 13,6 millions de tonnes de vapeur annuellement. La vapeur produite par l'évaporation de l'eau à 540 °C alimente 1 800 clients qui participent au réseau de chaleur de New York, le plus important du genre au monde.
La vapeur produite et distribuée par Con Edison sert à chauffer et à climatiser quelques-unes des adresses new-yorkaises les plus prestigieuses, dont le siège des Nations unies, l'Empire State Building, le Rockefeller Center et le Metropolitan Museum of Art,.

## Accidents majeurs
- 1989: L'explosion d'une conduite de vapeur à Gramercy Park tue trois personnes, en blesse 24 et force l'évacuation d'un immeuble endommagé par des niveaux élevés d'amiante dans l'air. Les travailleurs avaient omis d'évacuer l'eau du tuyau avant de l'alimenter en vapeur. L'entreprise a plaidé coupable à un chef d'accusation d'avoir menti sur la présence d'amiante dans l'édifice. Elle a été condamnée à payer une amende de 2 millions de dollars[9].

- 2004: À Manhattan, une femme qui promène son chien dans l'East Village perd la vie par électrocution en marchant sur une plaque métallique, rendue conductrice par un courant vagabond[10].

- 2007: Le 18 juillet, une conduite de vapeur vieille de 83 ans explose dans le centre de Manhattan, près de Grand Central Terminal, faisant un mort, plus de 40 blessés. L'accident perturbe le métro et la circulation en surface[11].

- 2007: En novembre, une conduite de gaz en fonte de plus de 80 ans explose, brûlant grièvement un résident de Queens, Kunta Oza, qui meurt le lendemain. Con Edison négociera un dédommagement de 3,75 millions de dollars avec la famille[12].

- 2009: Une explosion de gaz tue une personne dans le Queens au cours d'une intervention d'une équipe de Con Edison, appelée pour colmater une fuite de gaz dans un trou et résoudre un problème d'alimentation électrique. Une étincelle provoqua une explosion. Depuis cet incident, Con Edison a changé ses méthodes d'intervention en cas de fuite de gaz[13].

- 2018: Le 27 décembre 2018, vers 21h, un transformateur d'une centrale électrique du quartier d'Astoria explose. Cela provoqua pendant quelques minutes une intense lumière bleue visible a des kilomètres. De nombreux habitants inquiets ont appelé le numéro d'urgence et, sur les réseaux sociaux, des internautes se sont amusés de l'événement en disant que cette lumière était signe d'une invasion extraterrestre. Il n'y a eu ni mort ni blessés mais quelques coupures de courant, notamment à l'aéroport de La Guardia, où certains vols ont été retardés[14].